# 王守惇
王守惇（1929年—？），天津人，中国书法家、民主活动家，中国共产党党员。

## 生平

### 早年
王守惇出生于天津的一个盐商家庭，其父王简勋是国民政府委任的天津市临时参议会参议员，其堂兄为清末道台王守恂，二人相差65岁；其亦与天津京剧界的名票友王君直有血缘关系。

### 中华民国时期
王守惇1945年在天津市耀华中学读书时加入中共地下外围组织“民青”，1948年初成为中共预备党员，1948年10月正式加入中国共产党。其进入中共初接受了护送刘清扬母女去解放区的任务，以3张假身份证和两张三民主义青年团团员证，将刘清扬、张立丽二人护送出城。因其家里挂有蒋介石、宋子文签发的委任状，中共的一些干部经常在他家开会以躲避搜查。
1948年12月，王守惇与陈乃裕受民青、华北局社会部的指示，秘密地抄录中国人民解放军发布的《入城约法八章》并用油印机连夜赶印出5000份《入城约法八章》的传单，后其将传单投寄到天津城内的各个单位。其又通过秘密联系商人聂贺元与其子聂家驹而得以使用其家中的一座广播电台，又借用“中行电台”（大沽路133号院内）与“华声电台”（原建设路东方饭店店址）以三台联播的形式在1949年1月15日中共进入天津后对全市广播《入城约法八章》。

### 中华人民共和国时期
中华人民共和国成立后，王守恂在天津教书，并从事书法的创作与研究。其1956年随天津市监狱协助调查，得知自己曾被国民党的特务企图暗杀。此外，其还与曾任周邓纪念馆馆长的王绪周有联系。
1996年，天津古籍出版社出版了其与施继圣合编的书法参考书《颜柳欧名碑便临-多宝塔碑》与《颜柳欧名碑便临-九成宫碑》。
2003年至2004年期间，王守惇曾多次接受天津青年报「天津建城600年」专题的采访，其事迹因此为人所知。

## 题写校匾

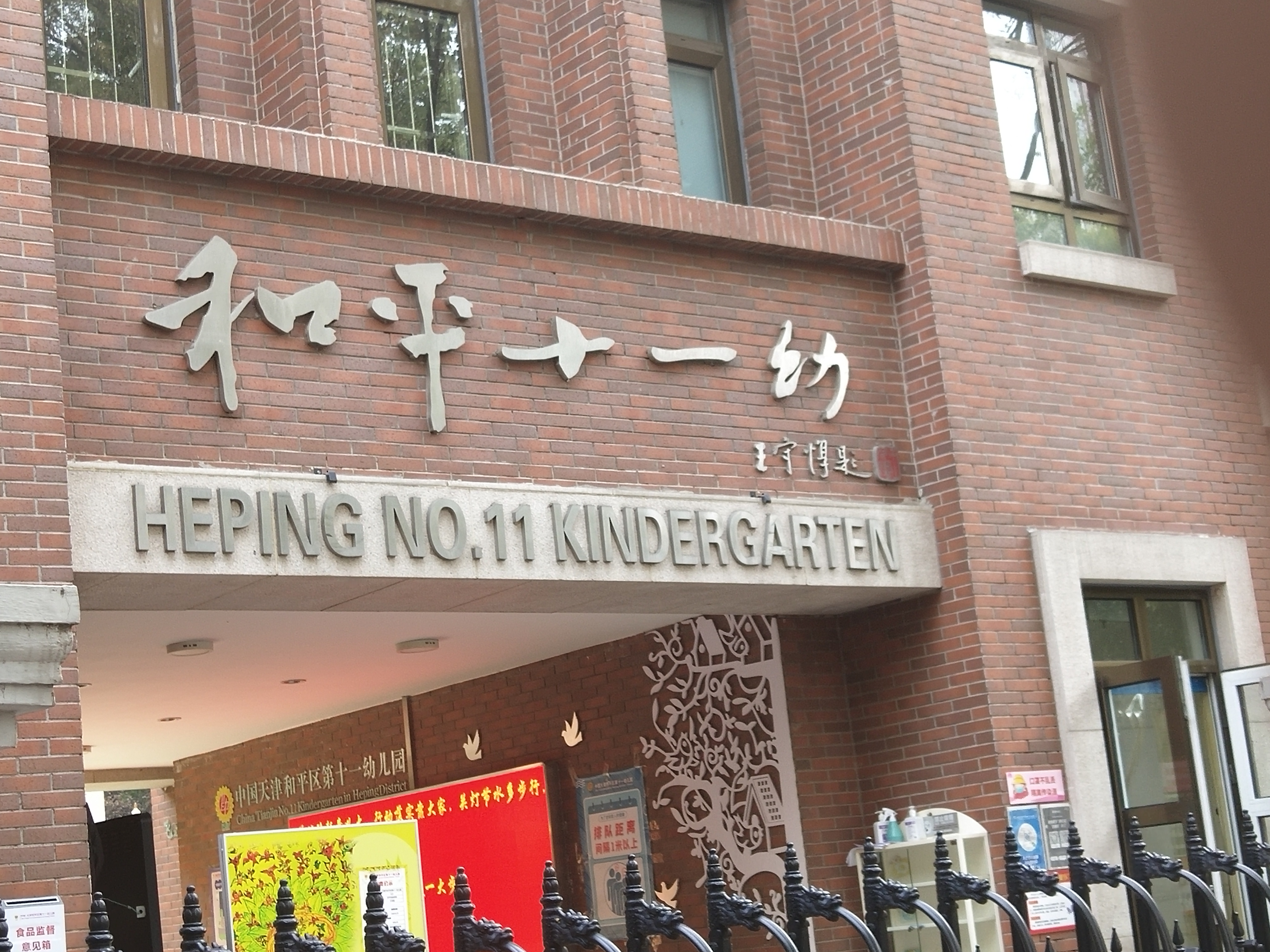
天津市和平十一幼，校名由王守惇题写

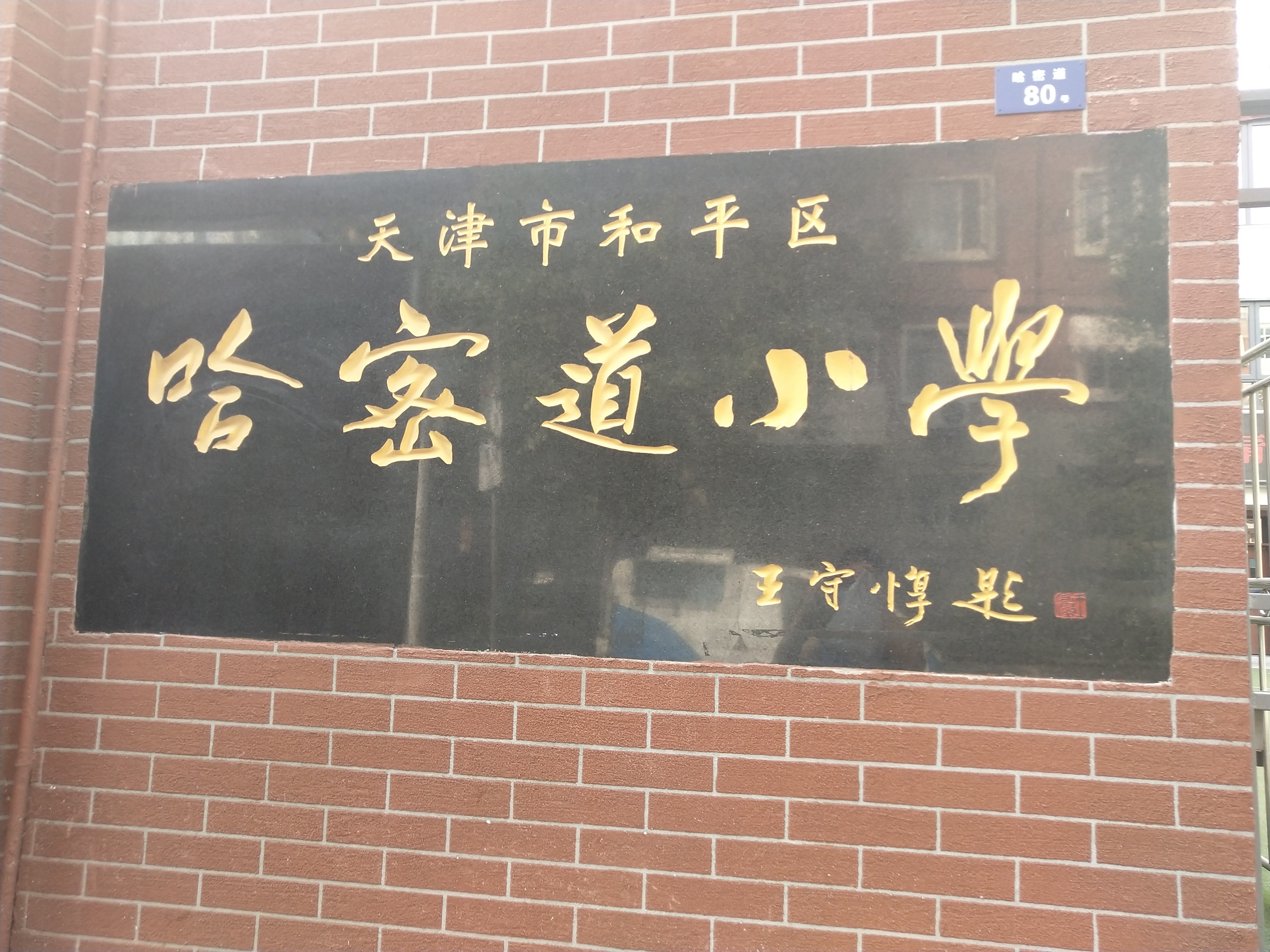
天津市哈密道小学校匾，由王守惇题写

王守惇曾为天津市和平十一幼、哈密道小学等校题写校匾。